# Budismo y eutanasia
Aunque el primero de Los cinco preceptos establece "No matar a ningún ser vivo", no hay una referencia explícita al suicidio como es la eutanasia

## Discursos budistas
Tanto el "Vakkali sutra" como el "Channa sutra" (Samyutta Nikaya) describen situaciones en las cuales los monjes disponen de sus propias vidas para acabar con el sufrimiento físico de una enfermedad terminal.

### En el Vakkali sutra
En el Vakkali sutra del Samyutta Nikaya, el monje Vakkali, que está "gravemente enfermo y afligido" habla con otros monjes de su intención de utilizar un cuchillo para su propio suicidio. En el momento en el que Buda Gautama conoce su intención, le visita personalmente para hablar con él.
En este sutra queda claro que la decisión de Vakkali de acabar con su vida con la motivación del fin de un sufrimiento innecesario asociado con su enfermedad terminal ni tiene ningún reproche por parte de Buda ni interfiere con la consecución de la liberación total o Nirvana.

### En el Channa sutra
En el “Channa sutra” de Salayatanasamyutta (Samyutta Nikaya: 35: 87[4]; pp.1164-1167 of the Bodhi translation), el monje Channa, quien está sufriendo intensamente debido a una enfermedad, cuenta a los monjes Sariputra y Mahacunda que su condición está empeorando y que su pretensión es acabar con su vida con un cuchillo.
Sariputra y Mahacunda exhortan a Channa a no suicidarse, pero él decide hacerlo igualmente, afirmando que él ha llevó una vida sin culpa. Sariputra, creyendo que Channa podía haber roto preceptos del Patimokkha, el estricto código moral de los bhikkhu (monjes), pregunta a Buda sobre el renacimiento de Channa. Budha le responde que Channa no ha hecho nada malo y que, de hecho, alcanzará la libertad de la rueda del nacimiento y la muerte.

## Punto de vista del dalái lama
Tenzin Gyatso, el actual representante de la religión budista, habla a favor de la eutanasia para aquellas personas en coma con ninguna posibilidad de recuperación, en un artículo del Canada Tibet Committee del World Tibet Network News, publicado el 18 de septiembre de 1996.